# Viscount disk drive
Viscount disk drive je disketová jednotka vyráběná společností Interactive Instruments Ltd a později společností Spectrum Computer Stores pro počítače Sinclair ZX Spectrum. Jedná se o první disketovou jednotku pro počítače Sinclair ZX Spectrum, její konkurencí tak zpočátku bylo pouze ZX Microdrive. Disketová jednotka se skládá z řadiče, který se připojuje na systémový konektor počítače a vlastní disketové mechaniky rozměru 5,25". K řadiči je možné připojit pouze jednu disketovou mechaniku. Na disketu je možné uložit 107 KiB.
Po spuštění počítače je obsah paměti ROM disketového řadiče zkopírován do RAM a je vytvořeno několik nových basicových proměnných. Protože obsah paměti ROM disketového řadiče je uložen v RAM, není možné jednoduše převádět na disk programy, které tuto část paměti také používají, např. textový editor Tasword.

## Ovládání disketové jednotky z Basicu
Po spuštění počítače je vytvořeno několik nových basicových proměnných, které je možné využít k ovládání disketové jednotky. Disketovou jednotku je možné ovládat pomocí příkazů:
- RANDOMIZE USR nd - formátování disku,
- RANDOMIZE USR dir - katalog disku,
- RANDOMIZE USR back - vytvoření kopie disku,
- RANDOMIZE USR zap - smazání souboru z disku,
- RANDOMIZE USR al - nahrání obsahu pole do paměti počítače,
- RANDOMIZE USR as - uložení obsahu pole na disk,
- RANDOMIZE USR bl - nahrání programu v Basicu do paměti počítače,
- RANDOMIZE USR bs - uložení programu v Basicu na disk,
- RANDOMIZE USR cl - nahrání obsahu části paměti do paměti počítače,
- RANDOMIZE USR cs - uložení obsahu části paměti na disk.

Proměnné nd, dir, back, zap, al, as, bl, bs, cl a cs jsou automaticky vytvořené proměnné a obsahují adresu rutiny pro obsluhu zvolené operace. Protože příkazy RUN a CLEAR mažou veškeré proměnné, po vykonání těchto příkazů může být obsah těchto proměnných obnoven pomocí příkazu RANDOMIZE USR 64000. Pokud je místo příkazu RANDOMIZE USR použito LET err = USR, do proměnné err je po ukončení diskové operace uložen chybový kód.
Parametry diskových operací musí být před spuštěním příkazů uloženy do proměnné f$. Při ukládání obsahu polí je možné uložit nejvýše 2816 B. Obsah pole větší velikosti musí být ukládán po částech.